# FitoSERM

Tofu, de donde se extrae uno de los moduladores selectivos de receptores estrogénicos.

FitoSERM, traducido FitoMSRE, es el término médico para referirse de manera general a una substancia obtenida de recursos botánicos que posee cualidades similares a la del modulador selectivo del receptor de estrógenos (MSRE), y es símil a los fármacos de la misma categoría sintéticamente obtenidos.

## Mecanismo de acción
Siendo similares a los MSRE, los fitoMSRE actúan de agonistas o antagonistas selectivamente sobre los receptores de los estrógenos, garantizando así la posibilidad de inhibir o estimular la acción del estrógeno en diferentes tejidos. La base molecular de esta discriminación se halla en la variabilidad de los co-reguladores de la transcripción en diferentes tejidos los cuales interactúan con los receptores de estrógeno. Además, muchos fitoestrógenos (incluidos los FitoSERM) parecen actuar en manera bastante selectiva cuando se unen con los receptores de estrógeno beta (REβ) si comparados con el parálogo de los receptores de estrógeno alpha (REα). Las dos tipologías de receptores de estrógeno se distribuyen en diferentes tejidos y regulan un conjunto parcialmente solapado de genes and regulate a partially-overlapping set of genes.
La peculiar modalidad de acción de los FitoSERM, o sea la capacidad de actuar sobre específicos tejidos sin dañar otros, se pueden considerar como un tratamiento más seguro para la cura de deficiencias de estrógeno.

## Fármacos de categoría
- DT56a – fitoMSRE utilizado para el tratamiento de los síntomas de la menopausia y para la funcionalidad del sistema óseo.[8]